# شمعون بن هليل
شمعون بن هليل هو ابن هليل الأكبر، وعندما مات هليل، تولى شمعون مكانه كرئيس السنهدرين. لا يُعرف إلا القليل عنه، ومن المفترض أن شمعون لم يعش طويلا بعد ذلك، وخلفه بسرعة ابنه جمالائيل.
يعتقد بعض الكتاب المسيحيين أنه هو شمعون الذي بارك الطفل يسوع.